# Abo Volo
Abo Volo, född 19 mars 1988 i Frankrike, död oktober 2007 i Frankrike, var en fransk varmblodig travhäst. Han tränades av Paul Viel och kördes oftast av Joseph Verbeeck.
Abo Volo tävlade åren 1991–1998 och sprang in 19,5 miljoner franc (motsvarande 3 miljoner euro) på 103 starter varav 39 segrar, 17 andraplatser och 19 tredjeplatser. Han var den kända franska travfamiljen Viels stora flaggskepp och en av världens bästa travhästar under 1990-talet.
Han tog karriärens största seger i Prix d'Amérique (1997). Bland hans andra meriter räknas segrarna i Prix Doynel de Saint-Quentin (1993), Prix de Bretagne (1993, 1996), Elite-Rennen (1994), Prix du Bourbonnais (1994), Prix Kerjacques (1994, 1996), Prix d'Été (1995), Grand Prix du Sud-Ouest (1995), Prix de l'Union Européenne (1995), Prix de Paris (1996), Prix Chambon P (1996) och Prix de Bourgogne (1997). Han kom även på andraplats i lopp som Elitloppet (1994), Prix René Ballière (1995, 1996), Prix d'Amérique (1996) och Prix de l'Atlantique (1997) samt på tredjeplats i Prix de Paris (1994, 1995), Prix d'Amérique (1995), Elitloppet (1995), Åby Stora Pris (1996) och Prix de France (1997).